# Hingst
En hingst er en hanhest, der ikke er blevet kastreret. Hingste følger deres arts udseende, men inden for den normal giver tilstedeværelsen af hormoner såsom testosteron hingstene en tykkere mere bruskfyldt nakke sammenlignet med hopper og vallakker, ligesom de også har en mere muskuløs fysik.
Ordet hingst bliver også brugt på andre arter såsom æselhingst, zebrahingst, kamelhingst osv.